# A Summary View of the Rights of British America
A Summary View of the Rights of British America (em português: Uma Visão Resumida dos Direitos da América Britânica) foi um tratado escrito por Thomas Jefferson em 1774, antes da Declaração de Independência dos EUA, no qual ele expunha aos delegados do Primeiro Congresso Continental um conjunto de queixas contra o rei George III, especialmente contra a resposta do Rei e do Parlamento ao Festa do Chá de Boston. Jefferson declara que o Parlamento Britânico não tinha o direito de governar as Treze Colônias. Ele argumenta que, desde que as colônias individuais foram fundadas, elas eram independentes do domínio britânico.
Jefferson, neste trabalho, sustentou que o título alodial, e não o título feudal, era detido às terras americanas e, portanto, o povo não devia taxas e aluguéis por essa terra à coroa britânica.
Apesar de ter sido proprietário de escravos ao longo da vida, Jefferson incluiu uma forte condenação da escravidão no tratado, escrevendo: "A abolição da escravidão doméstica é o grande objeto de desejo naquelas colônias, onde foi infelizmente introduzida em seu estado infantil. Mas antes de a emancipação dos escravos que temos, é necessário excluir todas as outras importações da África; no entanto, nossas repetidas tentativas de efetuar isso por proibições e impondo direitos que podem equivaler a uma proibição foram até agora derrotadas pela negativa de Sua Majestade: Assim preferindo as vantagens imediatas de alguns corsários africanos aos interesses duradouros dos estados americanos e aos direitos da natureza humana, profundamente ferida por essa prática infame”.
O trabalho foi apresentado e debatido no Primeiro Congresso Continental. Quando isso aconteceu, Jefferson não compareceu. Apesar de suas tentativas, o Congresso concordou com uma decisão mais moderada do que o conceito proposto por Jefferson. Apesar de não conseguir convencer completamente o Congresso, amigos de Jefferson imprimiram o Resumo em forma de panfleto. Foi distribuído em Londres, Nova York e Filadélfia. A pesquisa afirma que o documento "ajudou a estabelecer a reputação de Jefferson como um escritor político habilidoso, embora radical".